# 폴라 셰어
폴라 셰어(Paula Scher, 1948년 10월 6일 ~ )는 미국의 그래픽 디자이너, 화가, 교육자이다. 타일러 예술학교를 졸업한 후 CBS 레코드와 애틀랜틱 레코드 등에서 수많은 음반 커버 디자인을 맡으며 명성을 얻었고, 1991년부터는 디자인 컨설팅 회사 펜타그램 뉴욕 오피스의 파트너로 활동하였다. 그녀는 모마, 씨티은행, 마이크로소프트, 퍼블릭 시어터 등의 시각 정체성을 설계하며 포스트모던 타이포그래피의 선구자로 평가받는다. 뉴욕 시각예술학교(SVA)를 비롯한 여러 교육기관에서 그래픽 디자인을 가르쳤으며, 지도 형태의 회화 시리즈인 《Maps》를 통해 회화 작가로서도 주목받았다. 그녀는 AIGA 메달, 내셔널 디자인 어워드 등 다수의 상을 수상하며 현대 그래픽 디자인계의 대표 인물로 인정받고 있다.

## 생애
파울라 셰어는 1948년 10월 6일 미국 워싱턴 D.C.에서 태어났다. 1966년부터 1970년까지 펜실베이니아주에 위치한 타일러 예술학교(Tyler School of Art)에서 일러스트레이션을 전공하며 예술가로서의 기초를 다졌으며, 이후 뉴욕으로 이주하여 그래픽 디자이너로 활동을 시작하였다. 그녀는 CBS 레코드와 아틀랜틱 레코드에서 수많은 음반 커버를 디자인하였고, 1970~1980년대 동안 150개가 넘는 앨범 아트워크를 선보이며 명성을 쌓았다. 이 시기 제작된 작품들 가운데는 그래미상 후보에 오른 디자인도 포함되어 있었고, 그녀는 음악 산업과 그래픽 디자인의 접점에서 상업성과 예술성을 동시에 구현한 선구적 디자이너로 평가받았다.
1991년, 셰어는 세계적인 디자인 컨설팅 회사인 펜타그램(Pentagram)의 뉴욕 오피스 파트너로 합류하면서 그녀의 경력에 새로운 전기를 맞는다. 이곳에서 그녀는 씨티은행(Citibank), 마이크로소프트(Microsoft), 모마(MoMA), 뉴욕 공립극장(The Public Theater), 블룸버그(Bloomberg), 메트로폴리탄 오페라 등 다양한 글로벌 기업과 문화기관을 위한 시각 정체성과 환경 디자인을 구축하였다. 특히 1994년의 뉴욕 공립극장 아이덴티티 디자인은 타이포그래피의 언어를 도시적이고 다원적인 그래픽 언어로 재해석한 사례로서, 포스트모던 디자인의 대표적 성취로 꼽힌다.
그녀의 디자인 철학은 글자를 단순한 정보 전달 도구가 아니라 조형 요소로 인식하는 접근에서 출발한다. 복잡하고 대담한 타이포그래피의 배치와 구성은 때때로 혼란스럽지만, 이는 그녀가 의도한 시각적 에너지의 표출이며 감각적 질서의 창조이다. 또한, 그녀는 아르데코나 러시아 구성주의 등의 역사적 스타일을 현대적 언어로 변환하며, 과거와 현재의 시각적 코드가 교차하는 지점을 디자인의 장으로 삼았다. 회화 시리즈 《Maps》는 이러한 경향의 정점에 있으며, 정보의 미학을 실험한 지도 회화는 그래픽 디자인과 순수미술의 경계를 넘나드는 작업으로 주목받았다.
1992년부터 뉴욕 시각예술학교(School of Visual Arts)에서 교육자로 재직하며 후학 양성에도 헌신해왔고, 예일대학교와 쿠퍼 유니언 등에서도 강의하였다. 그녀는 미국 그래픽디자인계의 권위 있는 상인 AIGA 메달을 수상했으며, 내셔널 디자인 어워드(National Design Award), 아트 디렉터스 클럽 명예의 전당 헌정, 미국 예술 아카데미 회원 선출 등으로 그 공로를 인정받았다. 디자인계와 예술계 전반에서 그녀는 타이포그래피를 통한 시각 문화의 확장자이자, 도시성과 정체성을 시각 언어로 구조화한 장인으로 자리매김하였다.